# Mercury Tracer
Mercury Tracer — автомобіль, який виготовлявся з 1988 року по 1999 рік під торговою маркою Mercury компанією Ford Motor Company в США. Існує три покоління цієї моделі:
- Mercury Tracer I (1988—1989);
- Mercury Tracer II (1991—1996);
- Mercury Tracer III (1997—1999).

Спочатку виготовляли в кузовах хетчбек і універсал ( I покоління), потім хетчбек замінили на седан (ІІ і ІІІ покоління).

## Опис
У І поколінні Mercury Tracer був 1.6-літровий 4-циліндровий двигун на 82 к.с. та 61 кВт з 5-ступінчастою МКПП, витрати палива якої становили 7.4 л/100км. При 3-ступінчастій АКПП витрати збільшувались до 9.1 л/100км у змішаному циклі. ІІ покоління мало два двигуни на 1.8 та 1.9 літрів. 1.8 літровий 4-циліндровий двигун на 127 к.с. та 95 к Вт існував з 4- та 5-ступінчатою АКПП, витрачаючи 8,8 та 8,2 літри на 100 км відповідно. Витрати палива 1.9-літрового 4-циліндрового двигуна на 88 к.с. та 66 кВт становили 6.9 л з МКПП і 7.4 л з АКПП на 100 км. У ІІІ поколінні 2.0-літровий 4-циліндровий двигун на 111 к.с. та 82 кВт, що витрачає 6.9 л з МКПП і 7.6 л при АКПП палива на 100 км. Автомобіль має передній привід на колеса.  

## Безпека
У 1999 році автомобіль Mercury Tracer пройшов випробування у Національній Адміністрації Безпеки Дорожнього Руху США (NHTSA):
| Водій спереду | Пасажир спереду | Водій ззаду | Пасажир ззаду | Переворот |
| ------------- | --------------- | ----------- | ------------- | --------- |
| 3             | 3               | 3           | 3             | -         |

## Огляд моделі

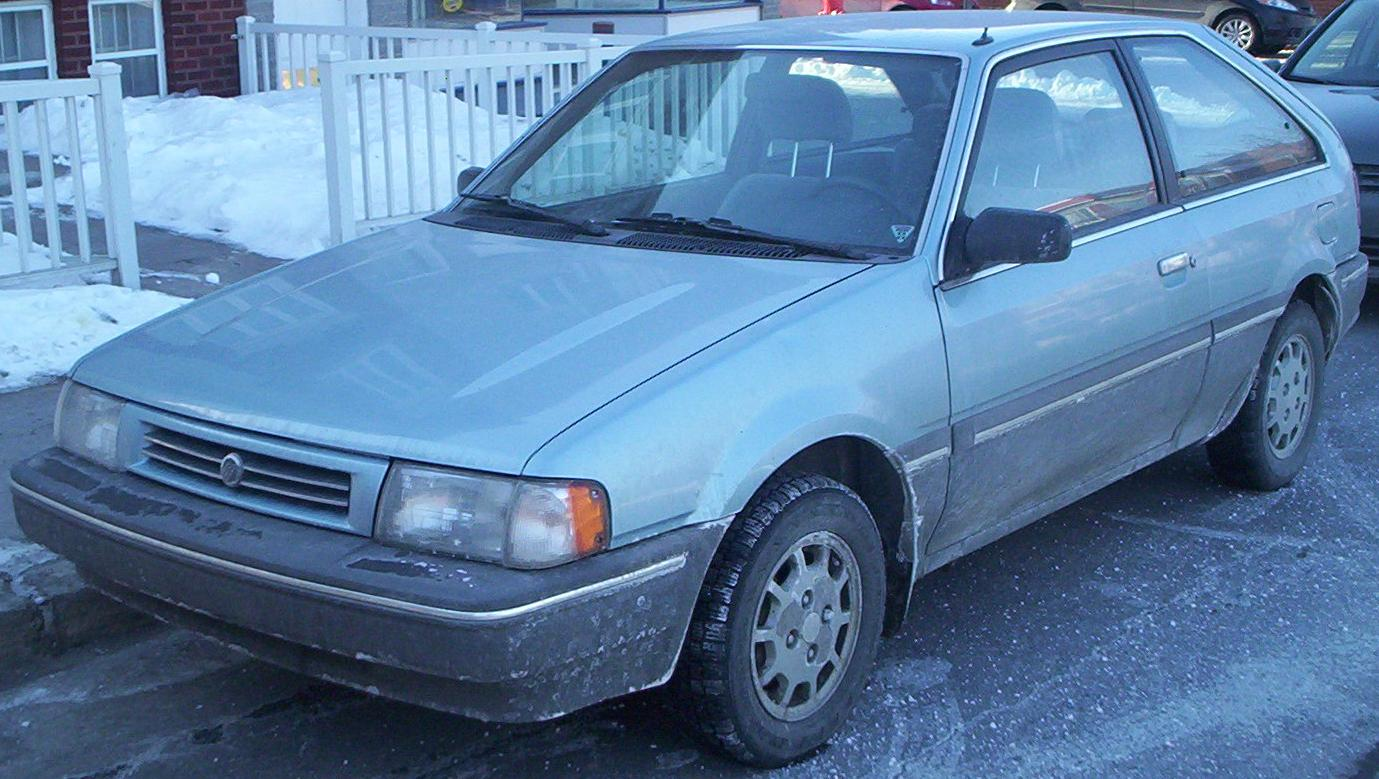
Mercury Tracer I (1987-1989)
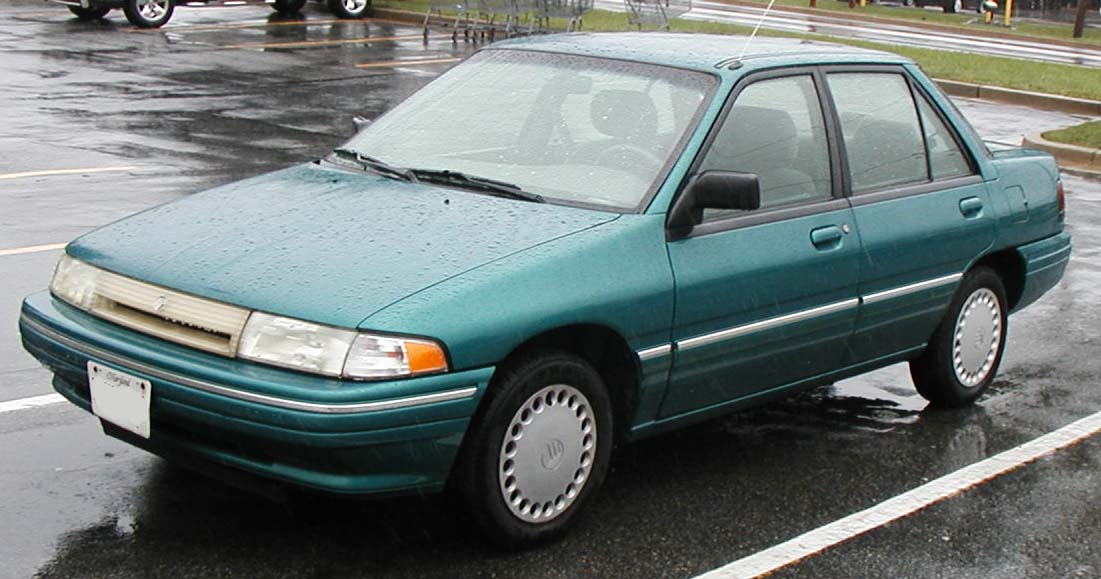
Mercury Tracer II (1990-1996)
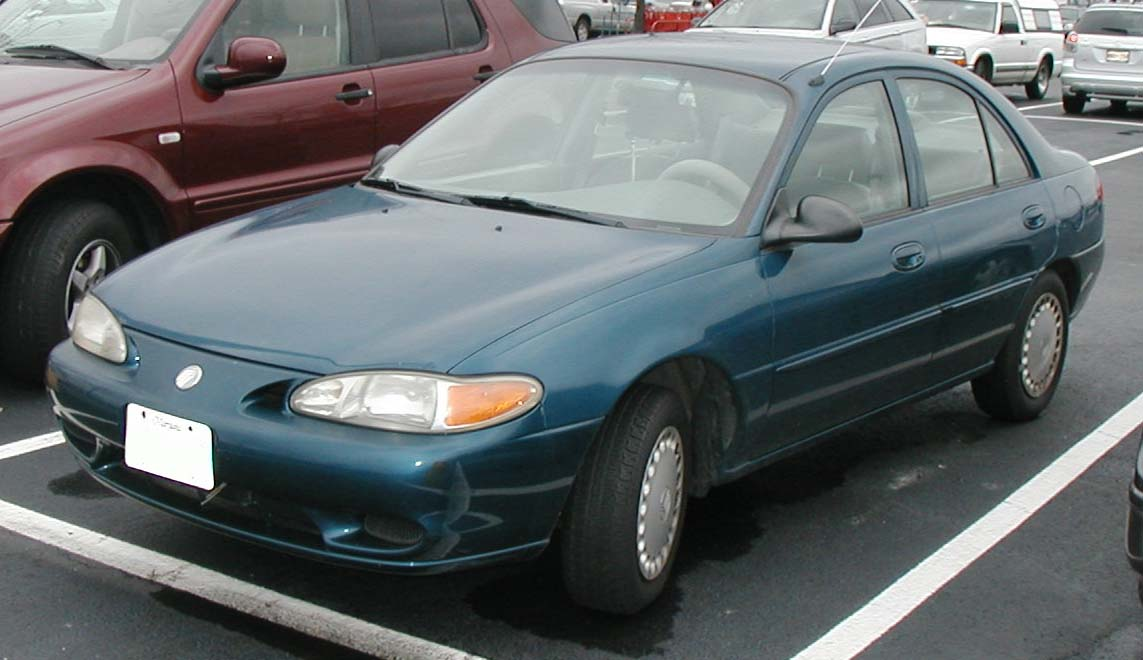
Mercury Tracer III (1996-1999)